# راندي ثوم
راندي ثوم (بالإنجليزية: Randy Thom)‏ هو مهندس الصوت أمريكي، ولد في القرن العشرين في شريفبورت في الولايات المتحدة.

## وصلات خارجية
- راندي ثوم على موقع IMDb (الإنجليزية)
- راندي ثوم على موقع قاعدة بيانات الفيلم (الإنجليزية)